# The Notorious IBE
The Notorious IBE (International Breakdance Event) is een internationaal Hiphop en Urban Dans Festival in Heerlen. Het festival werd opgericht door Marcel Haug, Harry Hamelink en Tyrone van der Meer en vond tussen 1998 en 2005 plaats in Nighttown te Rotterdam. In 2008 verhuisde het festival naar het centrum van Heerlen.
Het festival duurt tegenwoordig drie dagen en biedt zowel insiders van de hip hop dans cultuur als buitenstaanders een unieke mix van muziek-, dans- en culturele programma's. Jaarlijks wordt het evenement bezocht door 17.500 bezoekers afkomstig uit ruim 40 landen.

## Edities
| Editie                              | Data                                               | Locatie   |
| ----------------------------------- | -------------------------------------------------- | --------- |
| International Breakdance Event 1998 | 28 mei - 30 mei 1998                               | Rotterdam |
| International Breakdance Event 1999 | 10 september 1999                                  | Rotterdam |
| International Breakdance Event 2001 | 31 augustus - 1 september 2001                     | Rotterdam |
| International Breakdance Event 2002 | 31 augustus - 1 september 2002                     | Rotterdam |
| International Breakdance Event 2003 | 6 september - 7 september 2003                     | Rotterdam |
| The Notorious IBE 2004              | 20 november - 21 november 2004                     | Rotterdam |
| The Notorious IBE 2005              | 2 september - 4 september 2005                     | Rotterdam |
| The Notorious IBE 2008              | 6 juni - 8 juni 2008                               | Heerlen   |
| The Notorious IBE 2009              | 11 september - 13 september 2009                   | Heerlen   |
| The Notorious IBE 2010              | 24 september - 26 september 2010                   | Heerlen   |
| The Notorious IBE 2011              | 9 september - 11 september 2011                    | Heerlen   |
| The Notorious IBE 2012              | 7 september - 9 september 2012                     | Heerlen   |
| The Notorious IBE 2013              | 9 augustus - 11 augustus 2013                      | Heerlen   |
| The Notorious IBE 2014              | 8 augustus - 10 augustus 2014                      | Heerlen   |
| The Notorious IBE 2015              | 1 augustus - 2 augustus 2015                       | Heerlen   |
| The Notorious IBE 2016              | 5 augustus - 7 augustus 2016                       | Heerlen   |
| The Notorious IBE 2017              | 4 augustus - 6 augustus 2017                       | Heerlen   |
| The Notorious IBE 2018              | 10 augustus - 12 augustus 2018                     | Heerlen   |
| The Notorious IBE 2019              | 9 augustus - 11 augustus 2019                      | Heerlen   |
| The Notorious IBE 2020              | 31 Juli, 1-2 augustus 2020 (gecanceled ivm Corona) | Heerlen   |
| The Notorious IBE 2021              | 13 augustus -15 augustus 2021                      | Heerlen   |